# Peotone (Illinois)
Peotone – wieś w Stanach Zjednoczonych, w stanie Illinois, w hrabstwie Will.